# Pygomeles trivittatus
Pygomeles trivittatus is een hagedis uit de familie skinken.

## Naam en indeling
De soort werd voor het eerst wetenschappelijk beschreven door George Albert Boulenger in 1896. Oorspronkelijk werd de naam Pygomeles trivittatus gebruikt. Later werd de hagedis tot het geslacht Scelotes gerekend.
Het was lange tijd de enige soort uit het monotypische, niet langer erkende geslacht Androngo. De skink werd in het geslacht geplaatst door Édouard-Raoul Brygoo in 1981. In sommige bronnen wordt deze verouderde naam nog wel gebruikt.

## Verspreiding en habitat
Pygomeles trivittatus komt voor in Afrika en leeft endemisch op het oostelijk gelegen eiland Madagaskar.
De habitat bestaat uit loofbossen, er is een voorkeur voor de boomsoort tamarinde (Tamarindus indica). De skink is een bodembewoner die veel graaft. De vrouwtjes zetten eieren af op de bodem.
Door de internationale natuurbeschermingsorganisatie IUCN is de beschermingsstatus 'veilig' toegewezen (Least Concern of LC).

## Ondersoorten
Pygomeles trivittatus kent twee ondersoorten: met de auteur en het verspreidingsgebied.
| Naam                              | Auteur          | Verspreidingsgebied                 |
| --------------------------------- | --------------- | ----------------------------------- |
| Pygomeles trivittatus trilineatus | Angel, 1942     | Zuidelijk Madagaskar                |
| Pygomeles trivittatus trivittatus | Boulenger, 1896 | Kuststreek van zuidelijk Madagaskar |